# Seybothenreuth
Seybothenreuth – miejscowość i gmina w Niemczech, w kraju związkowym Bawaria, w rejencji Górna Frankonia, w regionie Oberfranken-Ost, w powiecie Bayreuth, wchodzi w skład wspólnoty administracyjnej Weidenberg. Leży przy drodze B22 i linii kolejowej Bayreuth – Weiden in der Oberpfalz.
Gmina położona jest 10 km na południowy wschód od Bayreuth i 66 km na północny wschód od Norymbergi.

## Dzielnice
W skład gminy wchodzą dzielnice: 
| - Döberschütz - Draisenfeld - Fenkensees - Forst - Lessau | - Petzelmühle - Seybothenreuth - Wallenbrunn - Würnsreuth |

## Historia
Pierwsze wzmianki o miejscowości pojawiają się około 1150. 29 lipca 1866 pod Seybothenreuth odbyła się bitwa pomiędzy Bawarią a Prusami. W 1875 upamiętniono to wydarzenie budową pomnika.

### Polityka
Wójtem jest Hans Unterburger (CSU). Rada gminy składa się z 13 członków:

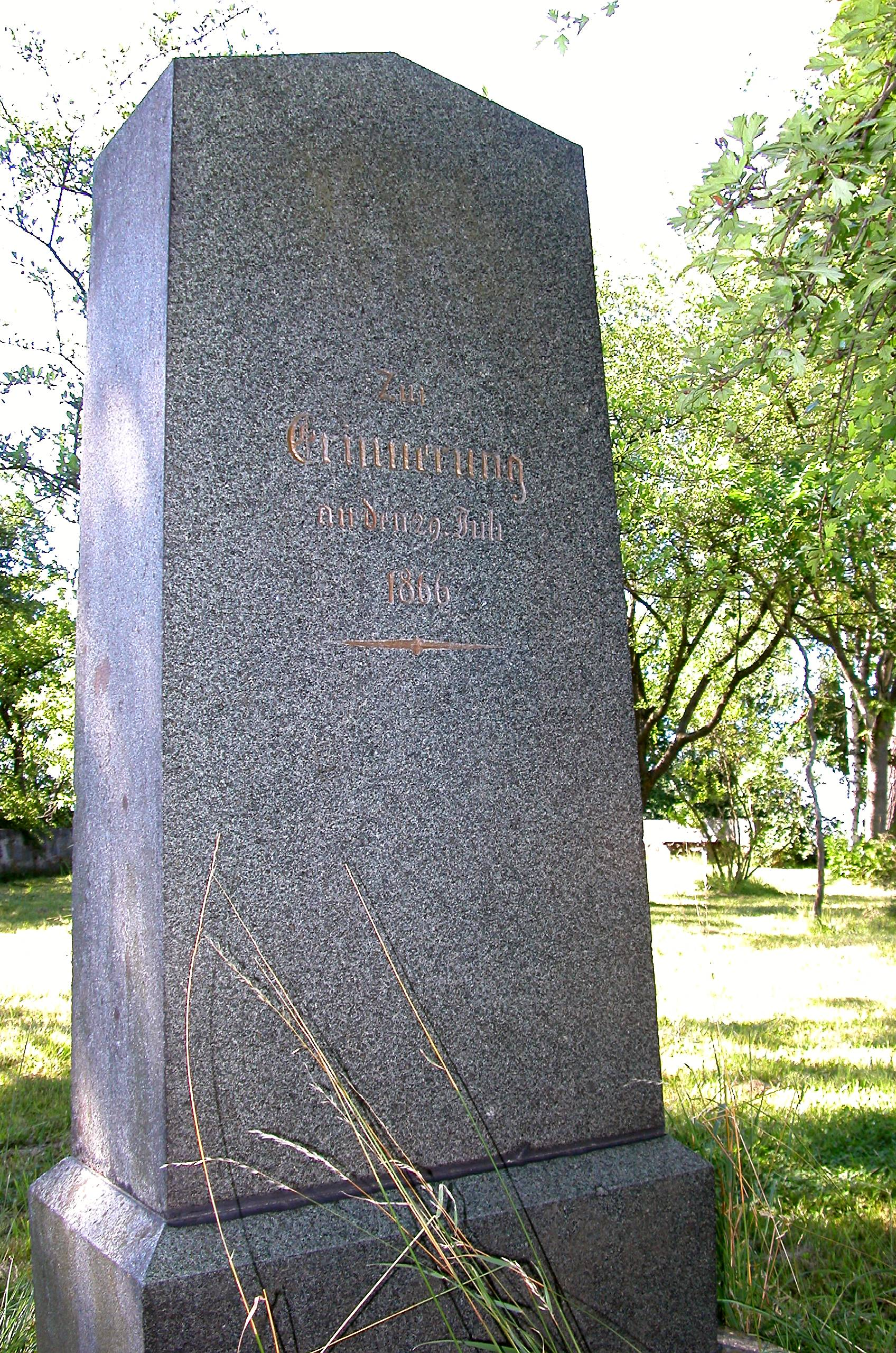
Pomnik upamiętniający bitwę z 1866

|      | CSU | Wolny Związek Wyborczy | Bezpartyjna Grupa Wyborców | Razem     |
| 2002 | 5   | 4                      | 3                          | 13 miejsc |